# Soapy Slick
Soapy Slick is een schurk uit de Duckstad-wereld met de gedaante van een varken. Hij is een van de oude vijanden van Dagobert Duck. Zijn naam werd in het Nederlands eerst vertaald als Gladde Glibber, en later als Gerrit Gladsnuit.

## Achtergrond
Soapy Slick verscheen voor het eerst in North of the Yucon, een verhaal van Carl Barks uit 1965. Later is Gerrit Gladsnuit door Keno Don Rosa opnieuw gebruikt in meerdere verhalen, zoals Last Sled to Dawson (1988) en King of the Klondike (1993, onderdeel van de reeks De jonge jaren van Oom Dagobert).
Barks had zich voor het personage laten inspireren door Jefferson Randolph Smith (1860-1898), een gangster uit Coweta County, die algemeen bekendstond als "Soapy Smith".

## Verhaallijnen
Dagobert en Gerrit Gladsnuit ontmoeten elkaar voor het eerst in 1896, tijdens de goldrush van Klondike. Gladsnuit is dan eigenaar van een stuk grond, dat hij aan Dagobert in leen geeft om naar goud te zoeken (het land in kwestie is dan echter al door andere goudzoekers afgegraven). Intussen vervalst Gladsnuit het contract, waardoor er komt te staan dat hij in plaats van 10% recht heeft op 100% rente per maand. Dagobert betaalt de lening al na korte tijd af en dwingt Gladsnuit om een kwitantie te tekenen. Tientallen jaren verschijnt Gladsnuit echter weer in beeld en beweert dan dat de lening helemaal nooit is afbetaald. Hij maakt op grond hiervan aanspraak op Dagoberts hele vermogen, vanwege de almaar opgelopen rente. Dagobert weet uiteindelijk na een wilde sledetocht door Alaska de originele kwitantie, die in een tas zat die tijdens een gevecht met Gladsnuit uit het vliegtuig werd gegooid, weer in handen te krijgen als bewijs.
In de verhalen van Don Rosa blijkt Gladsnuit tevens eigenaar te zijn van een casinoboot, waarop hij Dagobert ontvoert. Als Gladsnuit dan ook nog de spot drijft met Dagoberts net overleden moeder, wordt Dagobert zo kwaad dat hij zichzelf bevrijdt en de hele boot vernielt. Gladsnuit levert hij vervolgens uit aan de politie.